# Micaroa
A Micaroa era o carnaval fora de época da cidade de João Pessoa. Era organizado no mês de janeiro na orla das praias de Tambaú e Cabo Branco, reunindo cerca de meio milhão de pessoas nos seus três dias de folia.
No ano de 2005 o evento foi extinto pelo fato de não haver um consenso entre os produtores e a prefeitura, pelo fato de inúmeros moradores reclamarem da quebra do sossego alheio. Assim, em 2006 ocorreu o Fest Verão Paraíba, evento indoor criado para substituí-la.

## História
A primeira versão da Micaroa ocorreu nos dias: 13, 14 e 15 (respectivamente: sexta, sábado e domingo) do mês de Janeiro de 1995 e contou com dois blocos oficiais: Batuke, puxado pela banda Cheiro de Amor; e Nana Banana, puxado pela banda Chiclete com Banana. Desde sua primeira versão – 1995 – a Micaroa buscava manter-se atual. Visava além de outros pontos, uma melhor estrutura carnavalesca fora de época, para continuar agitando numerosos foliões.
Outras grandes versões da Micaroa merecem registro. A exemplo disso, merece destaque, a que foi realizada nos dias: 08, 09, 10 e 11, respectivamente: quinta, sexta, sábado e domingo, de 1998. Vale ressaltar ainda que, a abertura da Micaroa neste ano aconteceu nas dependências da casa de shows Forrock tendo como principais atrações Asa de Águia e Ricardo Chaves.
Depois de muitos altos e baixos nos dias 30, 31 de Janeiro e 1 de fevereiro de 2004, acontecera a última versão da Micaroa, que contou com três blocos oficiais: Crocodilo, sendo puxado pelas atrações: Araketu e Ricardo Chaves; Uau!, puxado pela banda: Babado Novo; e Nana Banana, puxado pela banda Chiclete com Banana. Foi uma noite de sucesso absoluto e despedida na orla marítima (entre as praias de Cabo Branco e Tambaú) da capital paraibana.
No dia 17 de Julho de 2005 a diretoria da Planart Promoções e Eventos – empresa que promovia o evento - ainda não tinha conseguido local para a realização da micareta em face de vários fatores a impedir o andamento normal do carnaval fora de época, mesmo porque não houve consenso da organização com a gestão do município naquele ano. Àquela época, informou-se que ela fora proibida na orla marítima por causa de inúmeras reclamações dos moradores, fundamentadas na famigerada “perturbação do sossego alheio”… Uma justificativa plausível, porquanto deve-se respeitar o direito da coletividade em detrimento de foliões. Por fim a diretoria da Planart admitiu que, entre as probabilidades apresentadas, cresciam a opção de realizar a Micaroa em ambiente fechado (indoor), seguindo exemplo de outras micaretas país a fora. Assim aconteceu, no dia 18 de Novembro de 2005, foi feito o anúncio oficial do local e datas para a ‘nova’ versão da Micaroa 2006  que mais tarde, passou a se chamar: Fest Verão Paraíba. Foi realizado em quatro domingos consecutivos (08, 15, 22 e 29 de Janeiro – 2006) e teve como principais atrações (além das bandas locais): Chiclete com Banana, Ivete Sangalo, Asa de Águia, Timbalada e Banda Eva.

## Blocos
A última edição da Micaroa contou com três blocos oficias:
- Nana Banana (puxado pela banda Chiclete com Banana)
- Uau! (animado pela banda Babado Novo)
- Crocodilo (com Araketu e Ricardo Chaves)